# Birgit Bernhart
Birgit Bernhart (* 21. November 1980) ist eine deutsche Fußballspielerin und ehemalige Fußballtrainerin.

## Spielerkarriere
Bernhart spielte von 2002 bis 2008 für den TuS Niederkirchen und von 2008 bis 2016 für den 1. FFC 08 Niederkirchen, der als eigenständiger Verein am 25. April 2008 gegründet wurde. Zur Saison 2022/23 schloss sie sich dem Verein – nach Beendigung ihres Karriereendes – ein zweites Mal an. Zunächst und das einzige Mal kam sie in der Bundesliga zum Einsatz. Ihr erstes von zehn Saisonspielen bestritt sie zum Saisonauftakt am 25. August 2002 bei der 0:2-Niederlage im Heimspiel gegen den 1. FFC Frankfurt. Ihr erstes von zwei Saisontoren erzielte sie am 6. Oktober 2002 (6. Spieltag) bei der 1:2-Niederlage im Heimspiel gegen den FSV Frankfurt mit dem Treffer zum 1:1 in der 83. Minute. Mit nur zwei Remis in 22 Saisonspielen stieg sie mit ihrer Mannschaft als Letztplatzierter des Klassements in die seinerzeit zweitklassige Regionalliga Südwest ab. Als Meister aus dieser Spielklasse hervorgegangen, scheiterte sie mit ihrem Verein jedoch in der Aufstiegsrunde für die Bundesligasaison 2004/05. In der Folgesaison spielte sie in der nunmehr drittklassigen Regionalliga Südwest, da die 2. Bundesliga 2004 neu geschaffen ihren Spielbetrieb aufnahm. Erneut als regionaler Meister aus dieser Spielklasse hervorgegangen, gelang der Aufstieg in die Gruppe Süd der seinerzeit zweigleisigen 2. Bundesliga. Die Spielklasse konnte gehalten werden, wie auch in den zwei folgenden Saisonen. Doch am Saisonende 2007/08 musste ihr Verein dennoch absteigen, da dieser es versäumte eine neue Lizenz zu beantragen.
Bernhart bestritt zwei weitere Saisons in der drittklassigen Regionalliga Südwest und erlebte am Ende der zweiten – als Spielertrainerin – die dritte regionale Meisterschaft und den damit verbundenen und wiederholten Aufstieg in die 2. Bundesliga Süd. Mit elf Toren in allen 22 Punktspielen belegte sie am Saisonende 2010/11 den fünften Platz in der Torschützenliste (gemeinsam mit Julia Zirnstein vom SC Freiburg). Bis zum Saisonende 2014/15 kam sie in dieser Spielklasse zum Einsatz; ihre Spielerkarriere beendete sie jedoch nach der Folgesaison in der Regionalliga Südwest, kehrte jedoch zur Regionalligasaison 2022/23 zu diesem Verein zurück. Mit dem Abstieg spielt sie nunmehr in der viertklassigen Verbandsliga Südwest. Der Zweitvertretung verhalf sie am 11. November 2023 mit dem Treffer zum 1:0 in der 58. Minute zum Sieg im Auswärtsspiel gegen den VfB Annweiler in der Landesliga Vorderpfalz.

### Erfolge
- Zweimaliger Aufstieg in die 2. Bundesliga Süd
  - jeweils als Meister Regionalliga Südwest 2005 und 2010
- Meister Regionalliga Südwest 2004 mit Scheitern in der Aufstiegsrunde für die Bundesliga

## Trainerkarriere
Bernhart war in den Saisonen 2009/10 und 2010/11 als Spielertrainerin und in der Saison 2014/15 als Co-Trainerin für die erste Mannschaft aktiv, im April 2015 Trainerin der zweiten Mannschaft. In den Saisonen 2015/16 bis 2018/19 war sie Trainerin der Ü35-Frauenmannschaft und nebenbei im April 2016 Trainerin der B-Juniorinnen, die sie auf den zweiten Platz und im Pokalwettbewerb ins Finale führte.